# أولاد الدرب (مسلسل)
أولاد الدرب هو مسلسل درامي مغربي من إخراج ياسين فنان ومن تأليف فاتن اليوسفي سنة 2022، وبطولة كل من أمين الناجي، عبد السلام البوحسيني، هدى مجد، عبد الرحيم التميمي، فاطمة الزهراء قنبوع، المهدي فولان، عبد الحميد أبو عنان، فاتي جمالي وغيرهم. بث المسلسل على قناة إم بي سي 5 وعلى منصة شاهد طيلة شهر رمضان 2022. تدور أحداث المسلسل حول مجموعة من الشباب الذين يمتلكون مهارات عالية في القرصنة الالكترونية، ويعملون على سرقة بياناتات خاصة وغاية في الأهمية لشخصيات مرموقة في المجتمع المغربي حيث يقومون بتهدديهم مقابل مبالغ مالية.
كان المسلسل من بين الأعمال التي بدأ عرضها قبل رمضان بـ 24 ساعة، حيث احتل المركز الثاني بقائمة الأعمال الأكثر مشاهدة بالمغرب على منصة شاهد وأيضا كان ضمن المسلسلات الخمس الأكثر بحثا وتداولا على غوغل خلال الأسبوع الأول من رمضان 2022. بينما كان النجم المغربي سعد لمجرد أول من هنأ بطل المسلسل المهدي فولان على نجاح العمل وتميزه بدوره.

## فكرة المسلسل
فكرة المسلسل هي لمخرجه ياسين فنان، حيث حاول طرح موضوع يلامس فئة كبيرة من الشباب الذين يتعاملون مع الهواتف المحمولة وأجهزة الاتصالات الحديثة، ويمتلكون مهارات كبيرة في هذا المجال قد تكون لها آثار إيجابية وأخرى سلبية، وعادت مهمة كتابة السيناريو لفاتن اليوسفي. أشار المخرج أيضا إلى أن التحضير للمسلسل استمر قرابة أربعة أشهر، فيما تم التصوير في عدد من أحياء مدينة الدار البيضاء، وامتد لثلاثة أشهر.

## قصة المسلسل
في أحد الأحياء الشعبية في مدينة الدار البيضاء يعيش (عمر) ومجموعة من أصدقائه المحترفين في القرصنة الالكترونية حياة عادية رغم هوسهم الكبير بعالم البرمجة والحواسيب، تتغير حياتهم ويدخلون في صراعات كبيرة لم يتوقعوها عندما يستولي (عمر) على هاتف رجل أعمال وسياسي فاسد يدعى (البراني)، ويجدوا داخله اكتشافات صادمة من أسرار وفساد إداري وفضائح أخلاقية، فيأخذوا على عاتقهم مهمة تحقيق العدالة وكشف المستور عن هذا الفاسد، لكن (عمر) يخالفهم الرأي ويقرر ابتزاز (البراني) مقابل مبالغ مالية.
عندما يتلقى (البراني) رسالة ابتزاز من الأصدقاء الأربعة، تسيطر عليه حالة من القلق والتيه، فيقرر دفع المبلغ الذي طلبوه، لكنه من جهة أخرى يبعث بمساعده (المسعودي) في مهمة لمعرفة هوية من يبتزه.
تخرج الأمور عن السيطرة وتنطلق الصراعات الكبيرة وجولات كشف الأسرار بين (عمر) وأصدقائه من جهة، وبين (البراني) ومساعده من جهة أخرى.

## طاقم التمثيل

### أدوار رئيسية
| الممثل               | الدور    |
| -------------------- | -------- |
| أمين الناجي          | البراني  |
| عبد السلام البوحسيني | المسعودي |
| هدى مجد              | نفيسة    |
| عبد الرحيم التميمي   | آدم      |
| فاطمة الزهراء قنبوع  | ريا      |
| المهدي فولان         | عمر      |
| عبد الحميد أبو عنان  | رياض     |
| فاتي جمالي           | سلمى     |

### أدوار ثانوية
- نبيل عاطف
- نفيسة بنشهيدة
- نرجس الحلاق
- حسين أغبالو
- سهام السندالي
- شيماء أيت بلعسري
- نور الدين أديب
- محسن بلحسن

## وصلات خارجية
- أولاد الدرب على موقع IMDb (الإنجليزية)
- أولاد الدرب على موقع قاعدة بيانات الأفلام العربية
- أولاد الدرب على موقع قاعدة بيانات الفيلم (الإنجليزية)